# Brian Druker
Brian J. Druker (ur. 1955) – amerykański lekarz onkolog.

## Życiorys
Studiował chemię (uzyskał BS) i medycynę na University of California, San Diego. W latach 1981–1984 odbył staż lekarski w Washington University School of Medicine w Saint Louis. Prowadził badania z zakresu onkologii medycznej w Dana-Farber Cancer Institute w Harvard Medical School.
Od 1993 pracuje w Oregon Health & Science University w Portland, gdzie kieruje Knight Cancer Institute.
Prowadzone przez niego badania pozwoliły na zastosowanie imatynibu w leczeniu przewlekłej białaczki szpikowej.
W 2009 roku został uhonorowany nagrodą im. Alberta Laskera w dziedzinie klinicznych badań medycznych oraz Meyenburg-Preis.